# 百済考古遺跡
百済考古遺跡（くだらこうこいせき）は古代朝鮮百済王国の考古学的な遺跡を紹介する。ここに掲げられた考古遺跡の中には「百済歴史地域」として、世界遺産リストに登録されているものもある（以下※印で示す）。

## 漢江流域
- 都城遺跡
  - 夢村土城（ソウル特別市松坡区芳荑洞）
  - 風納洞土城（ソウル特別市松坡区風納洞）

- 古墳（高句麗型の積石塚古墳が漢江南岸に集中的に分布し、楽浪郡の影響を受けた横穴式石室も4世紀には出現する。）
  - 可楽洞古墳群（ソウル特別市松坡区可楽洞）
  - 石村洞古墳群（ソウル特別市松坡区石村洞）

## 清州

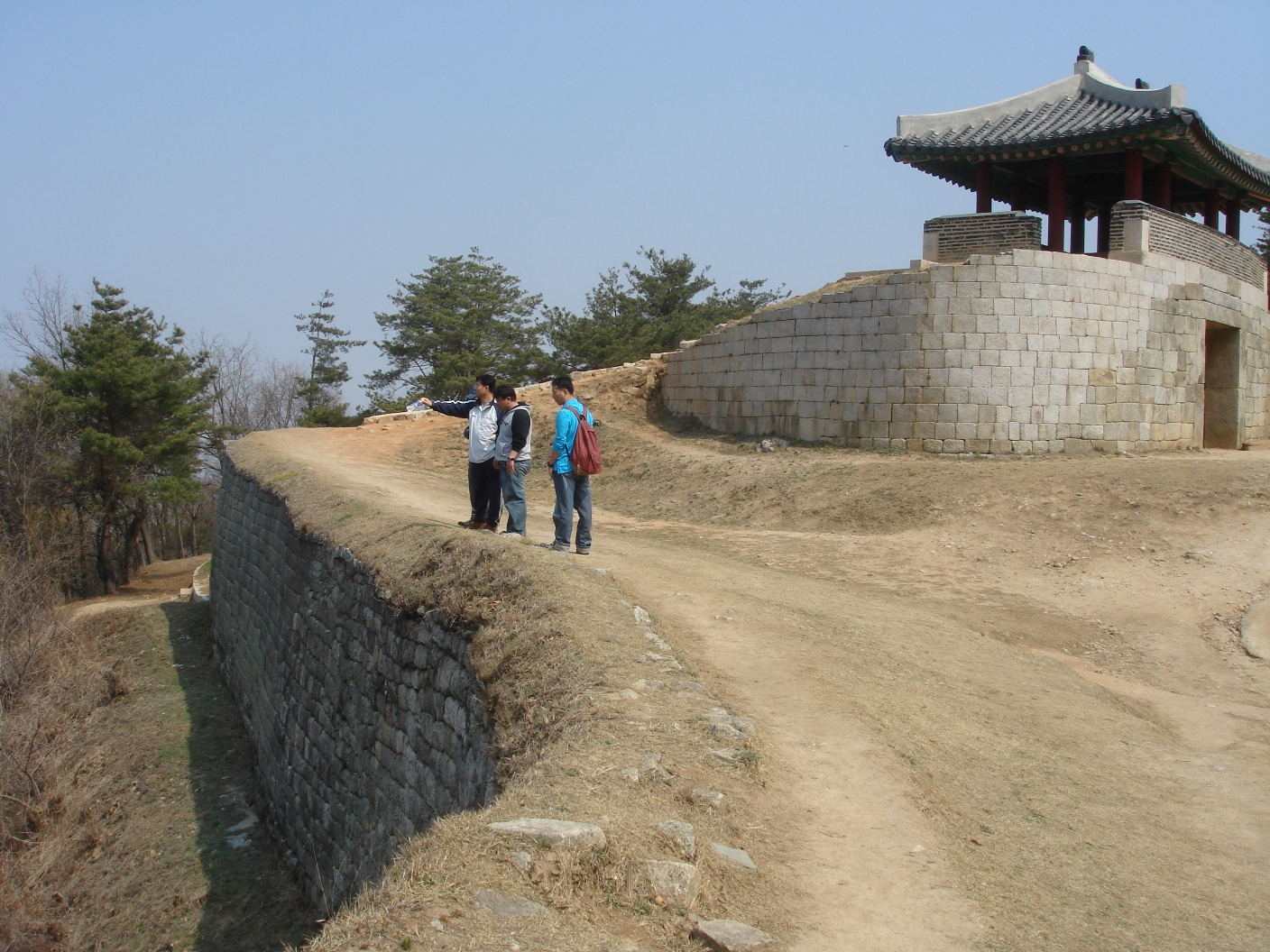
清州市史跡上党山城

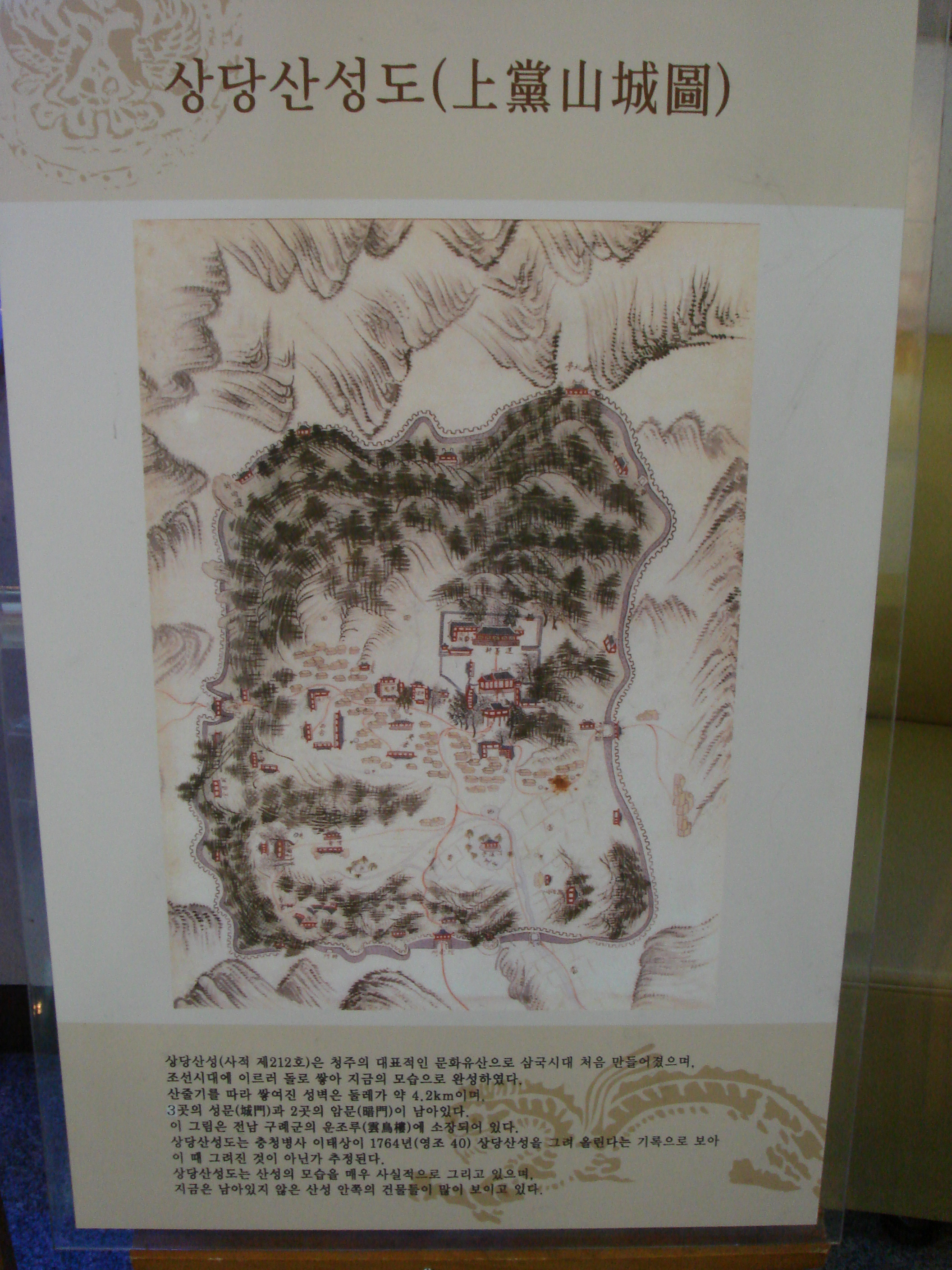
上党山城図

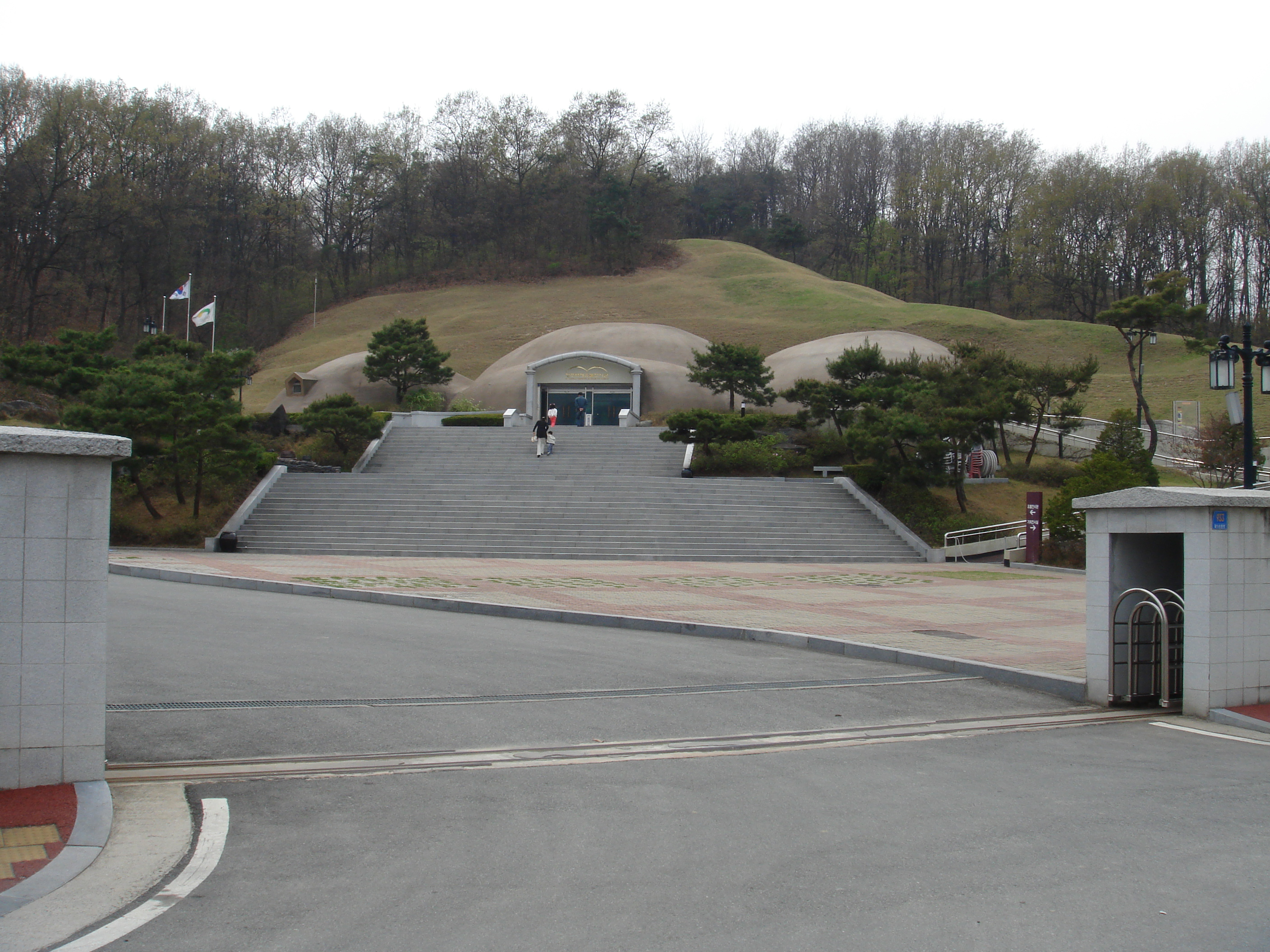
清州百済遺物展示館

- 上党山城（상당산성:Sangdangsanseong）

忠清北道清州市街に隣接する山の頂上に築かれた周囲長約4kmの城壁に囲まれた広さ約180万m2の山城。正確な築城時期は不明であるが、「三国史記」に記述あり。500年以上の歴史があると考えられる。城壁の内部は集落があり、食堂、土産物屋等もある。車、路線バスで行くこともできるが、環状道路沿いに有る国立清州博物館近くの登山道入り口より約90分で城壁まで登頂することもできる。
- 百済古墳群（BaekJe-gobunmuri）

新鳳洞地区にある百済時代の古墳群と資料館。

## 公州
- 公山城※：「熊津城（ウンジン城）」とも呼ばれる公州の王都時代に防御の目的で要塞として建築された山城。

- 古墳（横穴式石室墳が多い）
  - 宋山里古墳群（朝鮮語版）※（忠清南道公州市宋山里）
    - 武寧王陵（1971年に発見）

- 王宮跡
  - 熊津王宮址（公州市公山城史跡公園）

- 寺院跡
  - 大通寺（公州市班竹洞）
  - 水源寺（公州市玉龍洞、水原谷）

## 扶餘
- 古墳（横穴式石室墳が多い）
  - 陵山里古墳群（朝鮮語版）※（忠清南道扶餘郡扶餘邑陵山里、百済王室の墓域）
    - 東上塚、東下塚
    - 中上塚、中下塚
    - 西上塚、西下塚

- 王宮跡
  - 泗沘王宮址：官北里遺跡（朝鮮語版）※（扶餘邑官北里、双北里一帯と推定）
  - 扶蘇山城（朝鮮語版）※（扶餘邑扶蘇山、推定王宮址の後背地）
  - 扶餘羅城（朝鮮語版）※（扶餘邑塩倉里にある山城）

- 寺院跡
  - 定林寺址※（扶餘邑）：扶餘定林寺址五層石塔（朝鮮語版）（百済塔）が残っている。中国南朝の梁は541年に仏典や画家などを百済に送ったとの記録があり、梁からの技術者が新しい都にふさわしい施設として造ったと考えられている。定林寺址博物館で百済建築・仏教に関する出土品などの展示がある。
  - 軍守里寺址（朝鮮語版）（扶餘邑）
  - 王興寺址（朝鮮語版）（忠清南道窮岩面新里の蔚城山山腹）

## 益山
- 王宮跡

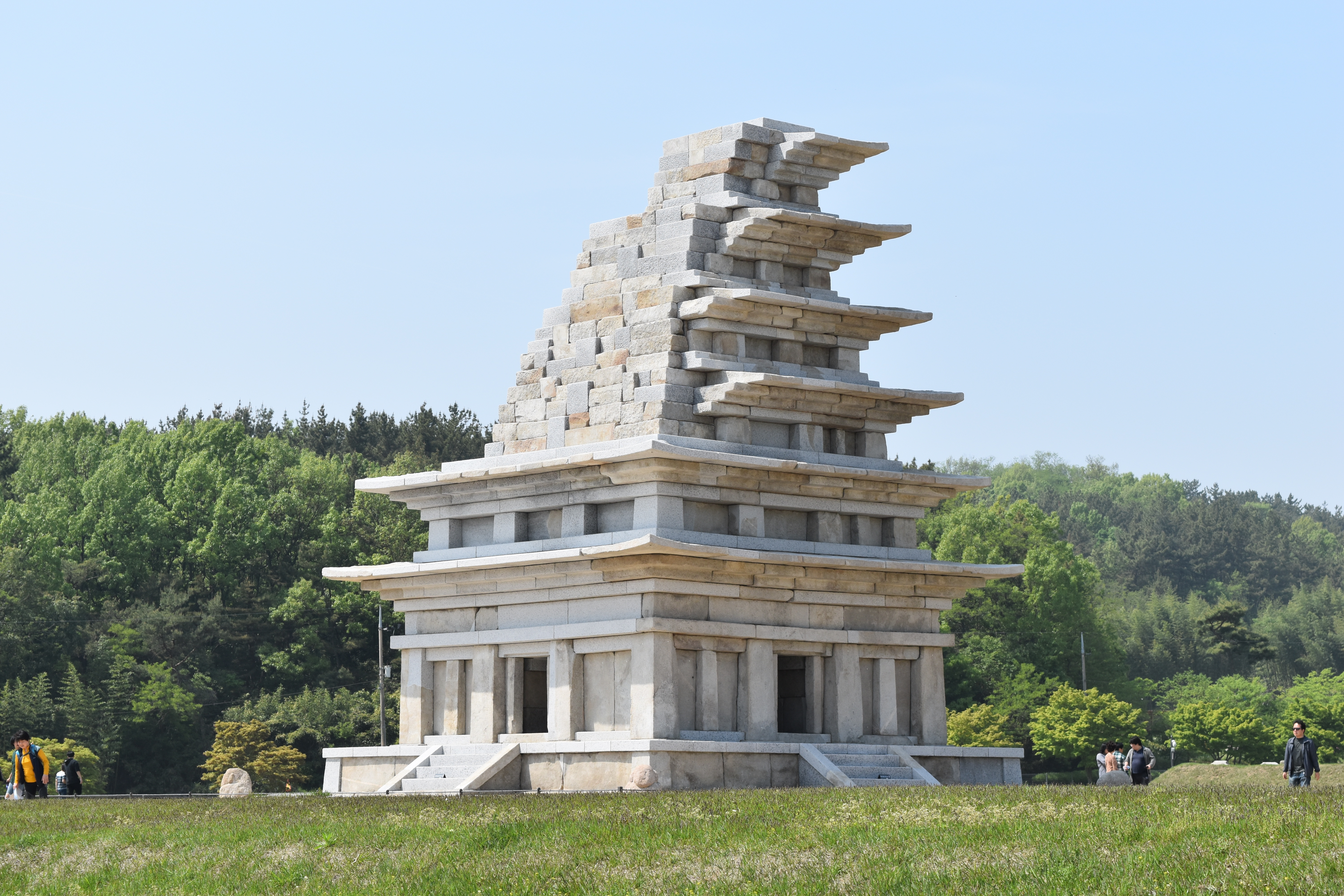
益山弥勒寺址石塔。2001年から2019年まで改修が行われたが、監査院から「原型通りに修復されず」と指摘される姿となった

  - 王宮里遺跡（朝鮮語版）※（全羅北道益山市王宮面王宮里）

- 古墳
  - 武王陵（八峯洞）

- 寺院跡
  - 弥勒寺址（朝鮮語版）※（金馬面）：東西の2つの石塔（百済塔）が残っている。
  - 獅子寺址（金馬面）

## 世界遺産
武寧王陵をはじめとする王陵群、扶蘇山城、定林寺址、弥勒寺址などは2015年の第39回世界遺産委員会で世界遺産リストに登録された。

### 登録基準
この世界遺産は世界遺産登録基準のうち、以下の条件を満たし、登録された（以下の基準は世界遺産センター公表の登録基準からの翻訳、引用である）。
- (2) ある期間を通じてまたはある文化圏において、建築、技術、記念碑的芸術、都市計画、景観デザインの発展に関し、人類の価値の重要な交流を示すもの。
- (4) 人類の歴史上重要な時代を例証する建築様式、建築物群、技術の集積または景観の優れた例。